# مقاطعة هاريس (تكساس)

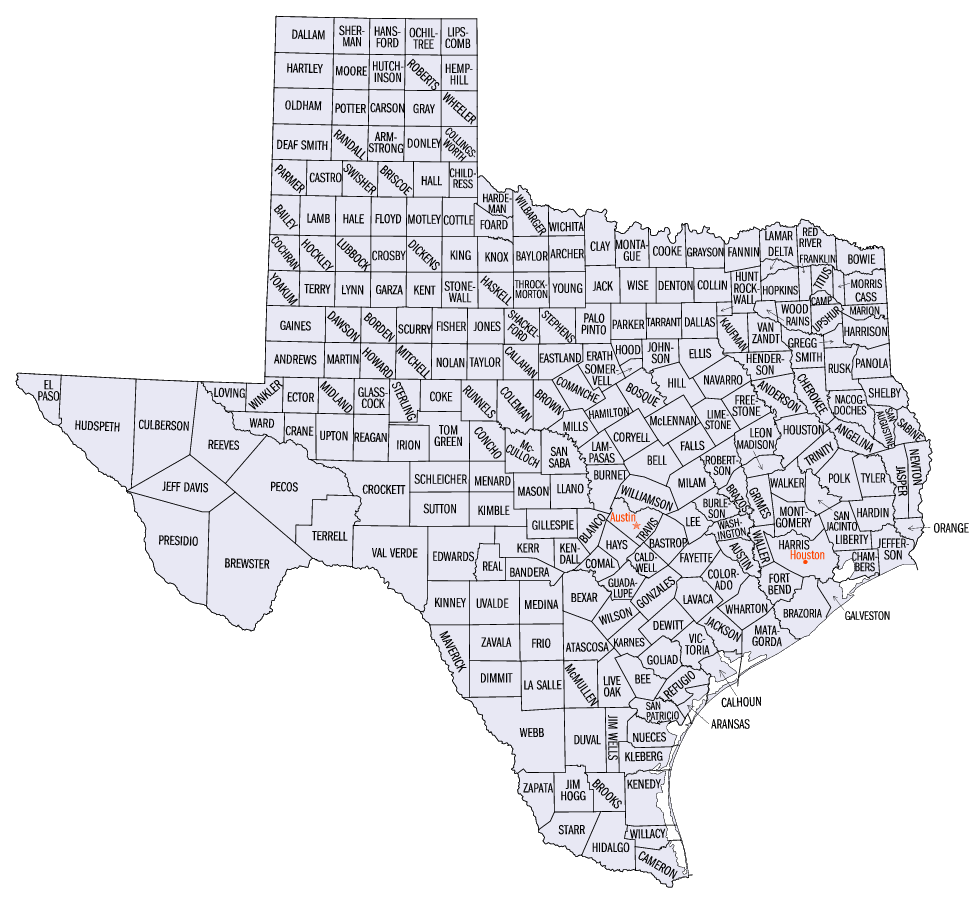
خارطة مقاطعات تكساس

مقاطعة هاريس (بالإنجليزية: Harris  County)‏ هي إحدى المقاطعات في ولاية تكساس، الولايات المتحدة الأمريكية.

## أعلام
- برادلي بورجيوس
- جون وتن
- هارولد كوش بويسن
- لينكولن تيت
- لوري ميس
- دوروثي بوش كوش
- جوش أشتون

## وصلات خارجية
- مقاطعة هاريس (بالإنجليزية)